# Radio-Zentrale Mitteldorf
Die Radio-Zentrale Mitteldorf war eines der ersten Radio-Fachgeschäfte in Niedersachsen und in seiner Branche eines der führenden Unternehmen in Norddeutschland. Die in der ersten Hälfte der 1920er Jahre durch den Rundfunk-Pionier Franz Wilhelm Mitteldorf in Hannover gegründete Firma wurde insbesondere durch seine „Beschallungen“ auf Großveranstaltungen überregional bekannt.

## Geschichte
Nachdem der Namensgeber des Unternehmens schon zu Beginn des Rundfunks als Verbandsfunktionär an führender Stelle in Berlin tätig geworden war, gründete er 1924 in Hannover die Radio-Zentrale Mitteldorf, zunächst als Fachgeschäft für Radio- und Rundfunk-Gerätschaften.
Nach den durch Gründer organisierten ersten Schallplatten-Konzerten im NORAG-Nebensender Hannover und der Funkausstellung 1925 in der hannoverschen Stadthalle machte das Unternehmen schon in seinen frühen Jahren in Verbindung mit der Funkindustrie verschiedene Übertragungsversuche, beispielsweise 1928 beim ersten Start des von dem Kraftfahrzeug-Hersteller Opel entwickelten Raketenwagens Opel RAK1 „auf der Hasenheide.“
Unterdessen hatte die Radio-Zentrale Fr. W. Mitteldorf GmbH mit Sitz in der Braunschweiger Straße 2 um 1927 „Sprechapparate“ in ihr Angebots-Portfolio aufgenommen.
Seine technischen Anlagen setzte das Unternehmen vor allem bei Groß-Übertragungen ein, etwa bei politischen Kundgebungen, auf Schützenfesten, Sechstagerennen, verschiedenen Ruderregatten und anderen Veranstaltungen.
Auf Ausstellungen wurde die Firma, die neben dem Hauptsitz Filialen am Georgsplatz sowie in Elberfeld-Barmen und Burgdorf unterhielt, „mehrfach mit goldenen Medaillen, 1. Preisen und anderen hohen Auszeichnungen prämiert“.
Am 31. Dezember 1937 erfolgte eine Neueintragung der Firma beim Amtsgericht Hannover als Radio-Zentrale Fr. W. Mitteldorf.
Während des Zweiten Weltkrieges wurden durch die Luftangriffe auf Hannover sowie die Fliegerbomben-Abwürfe auf andere Städte „sämtliche Geschäfts-, Werkstatt- und Lagerräume“ des Unternehmens weitgehend zerstört, dennoch konnte die Firma beinahe durchgängig zumindest Teilbereiche im Verkauf und für den Reparatur-Betrieb in Hannover aufrechterhalten.
Nach der Instandsetzung des Werkstatt- und Verstärker-Hauses konnte die Fr. W. Mitteldorf, Radio-Zentrale am Standort Breite Straße 2 in der Nachkriegszeit das Nachbargrundstück mit besonderen Vorführkabinen sowie einem neuen Ladengeschäft ausgebaut werden.
Im Herbst 1953 wurde in der Erich-Möller-Passage in der Schillerstraße das nach Entwürfen von Stadtbaudirektor Erich Stürzenacker gestaltete „Schallplatten-Kabinett Mitteldorf“ eingerichtet, in dem neben „allen Schallplatten-Fabrikaten“ angeboten und wiederum Vorführkabinen sowie eine Abteilung für Großlautsprecher vorgehalten wurden. Der weitere Ausbau orientierte sich zudem an den jeweils neuesten Entwicklungen auf dem Rundfunk- und dem einsetzenden Fernsehmarkt.
Am 7. Oktober 1965 wurde das Unternehmen aus dem Handelsregister gelöscht.

## Schriften
- Rundfunk-Neuheiten 1938–1939, 14-seitige Broschur mit zahlreichen Abbildungen, 1938